# Manoir du Pontgirard
Le manoir du Pontgirard est un édifice situé à Longny les Villages, en France.

## Localisation
Le monument est situé dans le département français de l'Orne, à 600 m au sud du bourg de Monceaux-au-Perche, commune déléguée de la commune nouvelle de Longny les Villages.

## Historique
À l'origine, vers 1560, c'est une famille d'exploitants de forges de Boissy-Maugis, les Féron, qui possèdent le domaine. Le site devient ensuite la propriété des Chouet, commerçants de bois et producteurs de fer, dont le dernier représentant, à qui on doit essentiellement le manoir dans sa configuration actuelle, est officier de la maison du Roi. Après la mort de sa veuve en 1746, le manoir est vendu à des paysans et n'est plus habité régulièrement.

## Architecture
Les façades et les toitures du manoir à l'exclusion des autres bâtiments sont inscrites au titre des Monuments historiques depuis le 22 juin 1972, les façades et les toitures de la grange datée de 1614 et du bâtiment attenant ainsi que l'assiette du jardin avec ses terrasses et les murs de l'ancien potager et le mur d'enceinte à l'est sont inscrits depuis le 21 novembre 1989.